# Saint-Étienne-de-Tinée
Saint-Étienne-de-Tinée település Franciaországban, Alpes-Maritimes megyében. Lakosainak száma 1269 fő (2022. január 1.). Saint-Étienne-de-Tinée Jausiers, Beuil, Châteauneuf-d’Entraunes, Entraunes, Guillaumes, Isola, Péone, Saint-Dalmas-le-Selvage, Argentera, Pietraporzio, Vinadio és Val-d'Oronaye községekkel határos.

## Népesség
A település népessége az elmúlt években az alábbi módon változott:
| Lakosok száma | 1549 | 1780 | 1783 | 1323 | 1291 | 1468 | 1531 | 1494 | 1413 | 1269 |
|               | 1968 | 1982 | 1990 | 2006 | 2013 | 2015 | 2017 | 2019 | 2020 | 2022 |